# Rouran
Rouran (kin. 柔然 Róurán); Wade-Giles: Jou-jan), Ruanruan/Ruru (kin. 蠕蠕/茹茹 Ruǎnruǎn/Rúrú gmižući kukci/stočna hrana), Tan Tan kin. 檀檀 Tántán) ili Juan-Juan je naziv za konfederaciju nomadskih plemena na sjevernim granicama Uže Kine od kraja 4. do kraja 6. stoljeća. Povjesničari ponekad špekuliraju kako su Rourani bili isto što i Avari koji su se kasnije pojavili u Europi.
Rouransku državu je uništio savez Gok Turaka, te kineska dinastija Sjeverni Qi i Sjeverni Zhou oko godine 552.
Yujiulü Futu (? - 508.) je bio kan Rourana 506. – 508.